# Скоробогатый, Владимир Александрович
Владимир Александрович Скоробогатый (21 мая 1964, Стародуб, Брянская область) — советский и российский футболист, нападающий.

## Биография
Воспитанник футбольной школы «Заря» (Стародуб) и новозыбковского тренера Петра Григорьевича Платонова. В соревнованиях мастеров дебютировал в 22-летнем возрасте в составе брянского «Динамо» во второй лиге, но играл не регулярно. В начале 1990-х годов выступал за невинномысский «Шерстяник» во второй низшей лиге СССР и второй лиге России, был одним из лучших бомбардиров клуба.
В начале 1993 года перешёл в речицкий «Ведрич», где в это время выступало несколько игроков из Брянска. Свой первый гол в высшей лиге Белоруссии забил 5 мая 1993 года в ворота витебского «Локомотива». 28 мая 1993 года в игре против брестского «Динамо» отличился хет-триком, а всего за половину сезона забил 7 голов. Финалист Кубка Белоруссии 1992/93. В следующем сезоне продолжал выступать за «Ведрич», забив 8 голов. В обоих сезонах был лучшим бомбардиром своего клуба.
В июле 1994 года выступал за «Фандок», в ходе сезона переименованный в ФК «Бобруйск», сыграл 2 матча и забил 1 гол. Всего в высшей лиге Белоруссии на счету форварда 45 матчей и 16 голов.
Осенью 1994 года играл в первой лиге Белоруссии за МПКЦ (Мозырь). В 15 осенних турах стал автором 17 голов и в итоге занял второе место в споре бомбардиров, а его команда стала победителем турнира. Лучший бомбардир Кубка Белоруссии 1994/95 с четырьмя голами.
После возвращения в Россию играл на любительском уровне за «Зарю» (Стародуб). Некоторое время был главным тренером команды. Также работал в тренерском штабе команды взрослой команды и с детскими командами. Принимает участие в матчах ветеранов. В 2013 году баллотировался в Совет народных депутатов Стародуба от КПРФ.